# Hörsaalgebäude Biegenstraße

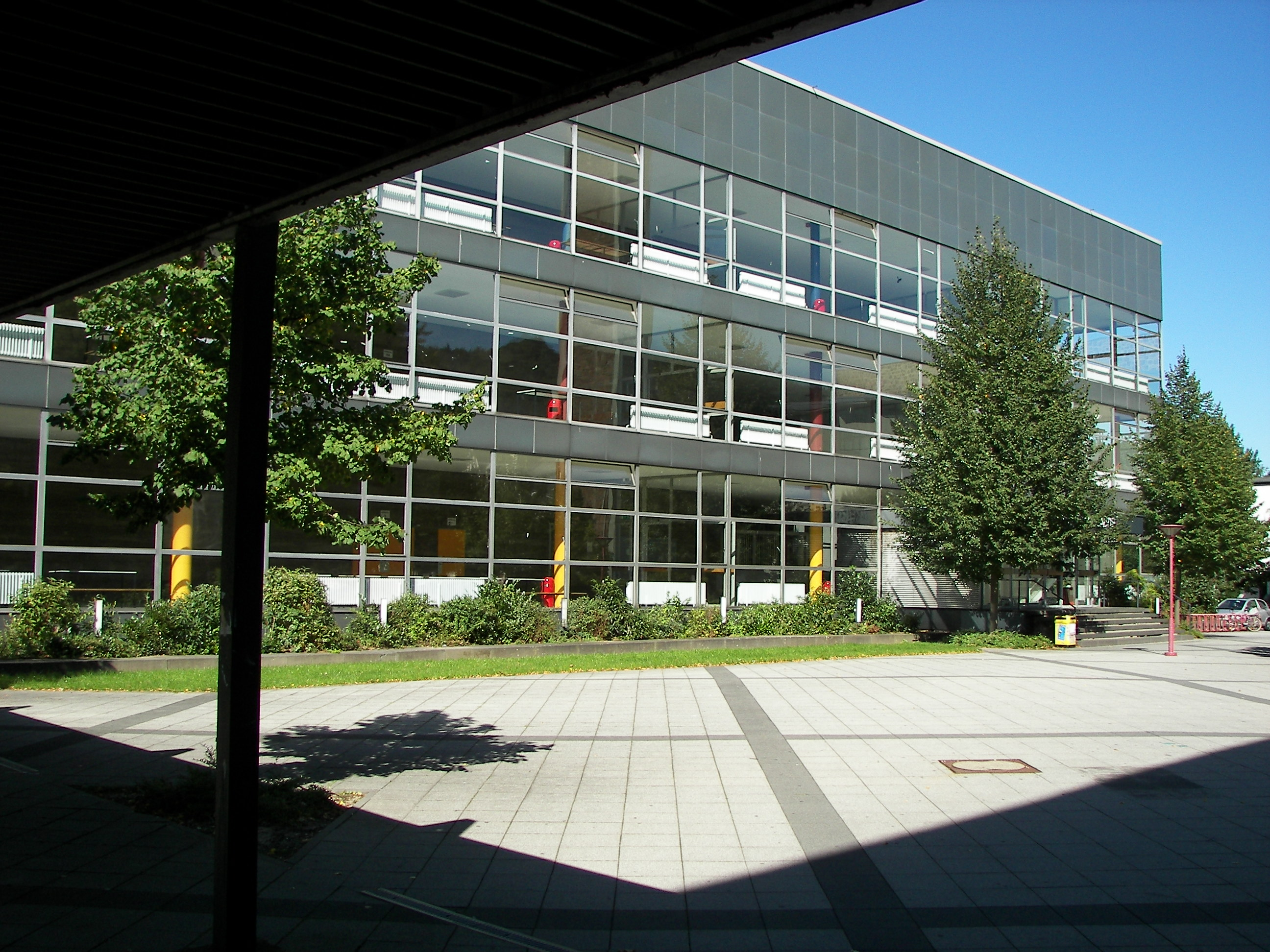
Hauptfassade des Hörsaalgebäudes

Das Hörsaalgebäude Biegenstraße (HSG) ist ein zentrales Lehrgebäude der Philipps-Universität Marburg. Es wurde zwischen 1960 und 1964 errichtet und liegt an der Biegenstraße nahe der Universitätsbibliothek. Das Gebäude beherbergt mehrere große Hörsäle, darunter das Audimax, sowie Seminarräume und eine Cafeteria. Es zählt zu den markantesten Hochschulbauten der Nachkriegsmoderne in Marburg und steht unter Denkmalschutz.

## Architektur
Das Gebäude misst 66 Meter in der Länge, 45 Meter in der Breite und 19 Meter in der Höhe. Die Grundfläche beträgt etwa 3600 m². Es wurde in Stahlbetonskelettbauweise mit Ausfachungen aus Sperrbeton und Ytong-Mauerwerk errichtet.
Im Inneren befinden sich elf Hörsäle mit einer Gesamtfläche von rund 2800 m² und einer Kapazität von 3175 Sitzplätzen. Der größte Hörsaal, das Audimax, bietet Platz für etwa 1000 Personen. Die Hörsäle sind in einem zentralen Block untergebracht, der sich über drei Geschosse erstreckt und mit Natursteinplatten verkleidet ist.
Um diesen Block herum befinden sich verglaste Flure und fünf Treppenhäuser. Zusätzlich ist ein Aufzug vorhanden. Die Rippendecken ruhen auf dem Kernbau sowie auf Rundpfeilern. Die Fassade ist nicht tragend und besteht überwiegend aus großflächiger Verglasung in Leichtmetallrahmen. Den oberen Abschluss bildet ein umlaufendes, anthrazitfarbenes Band aus Stahlblechelementen. Über dem Flachdach erhebt sich ein flaches Satteldach, das dem im zweiten Obergeschoss gelegenen Audimax zusätzlichen Raum bietet.
Das Gebäude besitzt einen Keller, der unter anderem auch als Garage für Dienstwagen der Universität genutzt wurde.

## Baugeschichte
Infolge steigender Studierendenzahlen ab den 1950er-Jahren plante die Philipps-Universität Marburg den Bau eines neuen Hörsaalgebäudes. Der Mangel an Hörsälen war dabei so gravierend, dass als Übergangslösungen auch die Nutzung von Kinosälen oder Schulräumen diskutiert wurde, was jedoch als unzureichend galt.
Maßgeblich vorangetrieben wurde das Projekt vom damaligen Verwaltungsdirektor F. Ranft, der auch das Grundstück an der Biegenstraße für die Universität erwarb. In der Frühphase der Planung war zudem unklar, wie viele Geschosse das Gebäude benötigen würde, um den Hörsaalbedarf zu decken. Entsprechende Fragen waren im Oktober 1959 noch offen.
Der Baubeginn erfolgte am 10. Oktober 1960 unter der Leitung von Verwaltungsdirektor Achaz von Thümen. Die Planung übernahm das Staatliche Universitätsbauamt Marburg unter Wilhelm Küllmer. Verantwortlicher Architekt war Oberregierungsbaurat Schneider. Für die Farbgestaltung wurde der Maler Heinz-Otto Müller-Erbach beratend hinzugezogen.
Die offizielle Eröffnung fand am 9. Mai 1964 statt, wobei bereits im Wintersemester 1963/64 vier Hörsäle genutzt werden konnten. Die Baukosten beliefen sich auf etwa 9,5 Millionen D-Mark.
Trotz der Fertigstellung des Neubaus konnten nicht alle Engpässe beseitigt werden. Insbesondere fehlten weiterhin kleinere Hörsäle für Seminare und Übungen.
Im Frühjahr 1966 wurden Räume des Staatlichen Universitätsbauamts im Hörsaalgebäude übernommen und zu Hörsälen umgestaltet.  
Gleichzeitig erwies sich die ursprüngliche Planung größerer Hörsäle als teilweise unpraktisch, da zunehmend kleinere Lehrveranstaltungen stattfanden. Überlegungen zur Teilung bestehender Hörsäle wurden schon kurz nach Eröffnung des Gebäudes diskutiert.

## Sanierungen

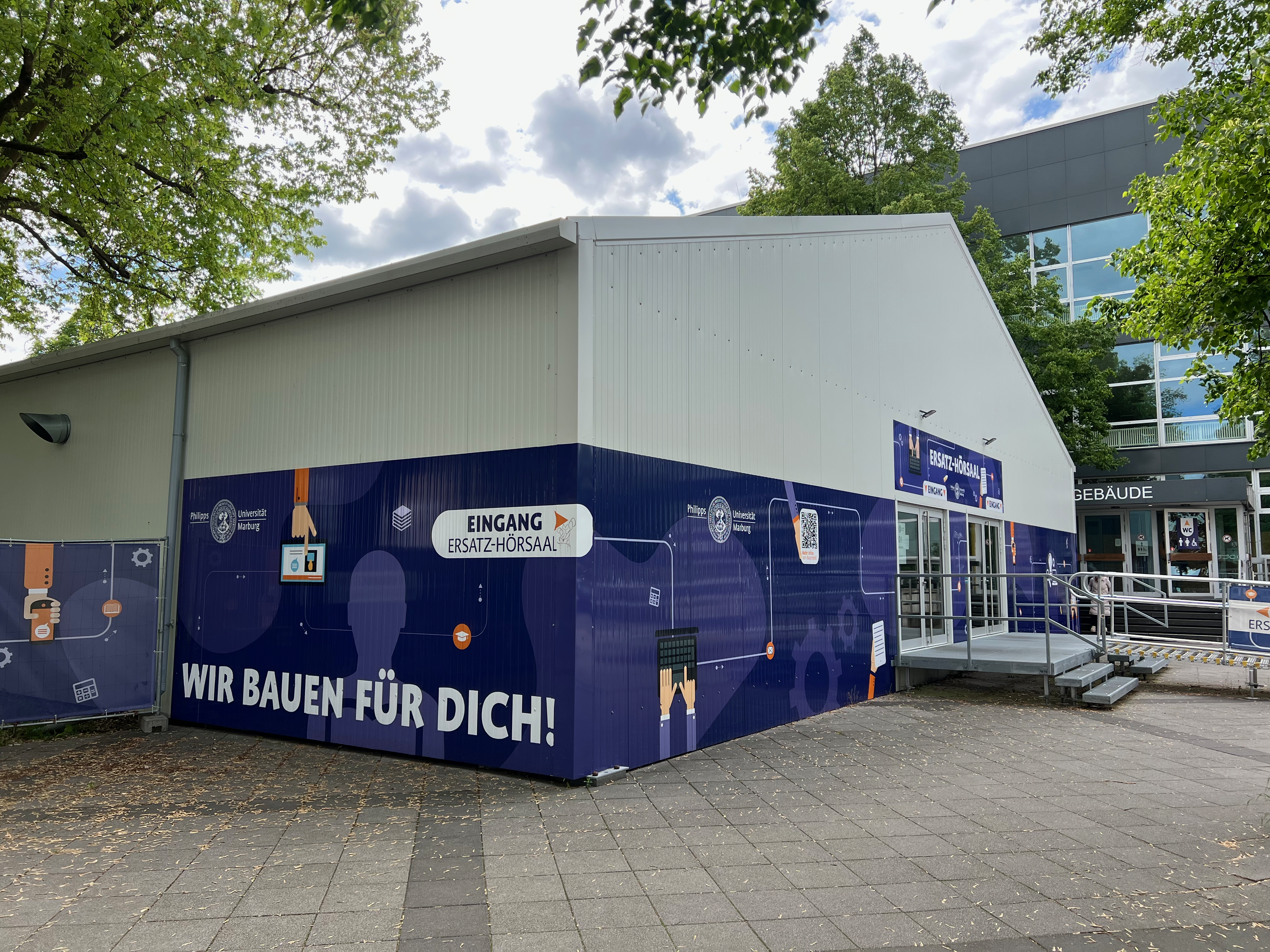
Temporärer Ersatzhörsaal

Seit den 2000er-Jahren wurden an dem Gebäude mehrere Sanierungsmaßnahmen durchgeführt. In den Jahren 2010 bis 2011 wurde die Gebäudehülle gedämmt und die Glasfassade durch ein thermisch getrenntes Fassadensystem ersetzt. Darüber hinaus erfolgten Erneuerungen der Seminarräume auf der Südseite sowie der sanitären Anlagen.
Seit dem Sommer 2023 ist das Gebäude vollständig geschlossen, um eine umfassende Innensanierung der Hörsäle einschließlich neuer Haustechnik und moderner Lüftungsanlagen vorzunehmen. Als Übergangslösung wurde vor dem Gebäude ein Interims-Hörsaal in Leichtbauweise mit 560 Sitzplätzen errichtet.

## Kunst am Bau
Im zweiten Obergeschoss des Gebäudes befindet sich an der Rückwand des Audimax, auf der Seite der nördlichen Treppenaufgänge, ein großflächiges Relief des österreichischen Bildhauers Fritz Wotruba. Das Werk wurde 1965 im Rahmen des Programms Kunst am Bau realisiert und aus entsprechenden Mitteln finanziert.
Das Relief misst 3,40 × 32 Meter und besteht aus Mannersdorfer Kalkstein. Es zeigt eine Anordnung schmaler, vertikal ausgerichteter Einzelskulpturen. Die insgesamt dreizehn Figurengruppen dienen als senkrechte Gliederungselemente und thematisieren die Auflösung der menschlichen Gestalt in eine Komposition verschachtelter, kubischer Formen. Jede Figur setzt sich aus mehreren Teilstücken zusammen, deren Oberflächen teils geglättet, teils roh belassen sind.
Das Werk gilt als eines der bedeutendsten Arbeiten Wotrubas sowie als herausragendes Beispiel moderner Kunst im öffentlichen Raum Marburgs. Aufgrund seiner Dimensionen zählt es zu seinen größten Arbeiten.
Die Auftragsvergabe erfolgte ohne Wettbewerb. Zunächst war erwogen worden, den Auftrag an den englischen Künstler Henry Moore zu vergeben; letztlich erhielt ihn jedoch Wotruba. Auch der Philosoph Theodor W. Adorno sprach sich für ihn als Künstler aus. Bei der Gestaltung war Wotruba frei in der Motivwahl.